# Спиноне ал Лаго
Спиноне ал Лаго (итал. Spinone al Lago) је насеље у Италији у округу Бергамо, региону Ломбардија.
Према процени из 2011. у насељу је живело 947 становника. Насеље се налази на надморској висини од 353 м.

## Становништво
Према резултатима пописа становништва 2011. у општини је живело 1.038 становника.
| 1931. | 1936. | 1951. | 1961. | 1971. | 1981. | 1991. | 2001. | 2011. |
| ----- | ----- | ----- | ----- | ----- | ----- | ----- | ----- | ----- |
| 549   | 558   | 536   | 534   | 611   | 688   | 748   | 825   | 1.038 |

## Партнерски градови
- Flaviac